# Liste der Baudenkmale im Landkreis Hildesheim
Die Liste der Baudenkmale im Landkreis Hildesheim enthält die nach dem Niedersächsischen Denkmalschutzgesetz geschützten Baudenkmale im niedersächsischen Landkreis Hildesheim.
Der Übersicht und Länge halber ist die Liste nach den Städten und Gemeinden des Landkreises separiert. Diese Einteilung findet sich in der folgenden Tabelle, in der zu jedem Eintrag, soweit möglich, ein exemplarisches Foto eines Baudenkmals aus der jeweiligen Stadt oder Gemeinde zu finden ist.
| Bild                            | Stadt/Gemeinde   | Karte | Liste                                     | Ortsteile |
| ------------------------------- | ---------------- | ----- | ----------------------------------------- | --------- |
|                                 | Alfeld (Leine)   |       | Liste der Baudenkmale in Alfeld (Leine)   |           |
|                                 | Algermissen      |       | Liste der Baudenkmale in Algermissen      |           |
| Oberstraße und Kirche St. Georg | Bad Salzdetfurth |       | Liste der Baudenkmale in Bad Salzdetfurth |           |
|                                 | Bockenem         |       | Liste der Baudenkmale in Bockenem         |           |
|                                 | Diekholzen       |       | Liste der Baudenkmale in Diekholzen       |           |
|                                 | Duingen          |       | Liste der Baudenkmale in Duingen          |           |
|                                 | Eime             |       | Liste der Baudenkmale in Eime             |           |
|                                 | Elze             |       | Liste der Baudenkmale in Elze             |           |
|                                 | Freden (Leine)   |       | Liste der Baudenkmale in Freden (Leine)   |           |
|                                 | Giesen           |       | Liste der Baudenkmale in Giesen           |           |
|                                 | Gronau (Leine)   |       | Liste der Baudenkmale in Gronau (Leine)   |           |
|                                 | Harsum           |       | Liste der Baudenkmale in Harsum           |           |
| Der Dom zu Hildesheim           | Hildesheim       |       | Liste der Baudenkmale in Hildesheim       |           |
| Schloss Derneburg               | Holle            |       | Liste der Baudenkmale in Holle            |           |
|                                 | Lamspringe       |       | Liste der Baudenkmale in Lamspringe       |           |
|                                 | Nordstemmen      |       | Liste der Baudenkmale in Nordstemmen      |           |
|                                 | Sarstedt         |       | Liste der Baudenkmale in Sarstedt         |           |
|                                 | Schellerten      |       | Liste der Baudenkmale in Schellerten      |           |
|                                 | Sibbesse         |       | Liste der Baudenkmale in Sibbesse         |           |
|                                 | Söhlde           |       | Liste der Baudenkmale in Söhlde           |           |